# 洸𱧀河

洸𱧀河也作洸府河，是中华人民共和国山东省西南部的一条河流，属于南四湖水系。洸河和𱧀河原为两条独立河流，元朝初年，为解决京杭大运河水源问题，在任城（今济宁市任城区）将两河沟通，合称“洸𱧀河”。今一般将上游称为“洸河”，洸河发源于宁阳县东北的山丘区，向西南流至济宁市兖州区新驿镇高吴桥村以东左纳汉马河后干流始称“洸𱧀河”，之后干流继续向南流经济宁市区东部，于任城区石桥镇辛店村西北注入南阳湖。河流全长84公里，流域面积1331平方公里。